# Gewandhaus

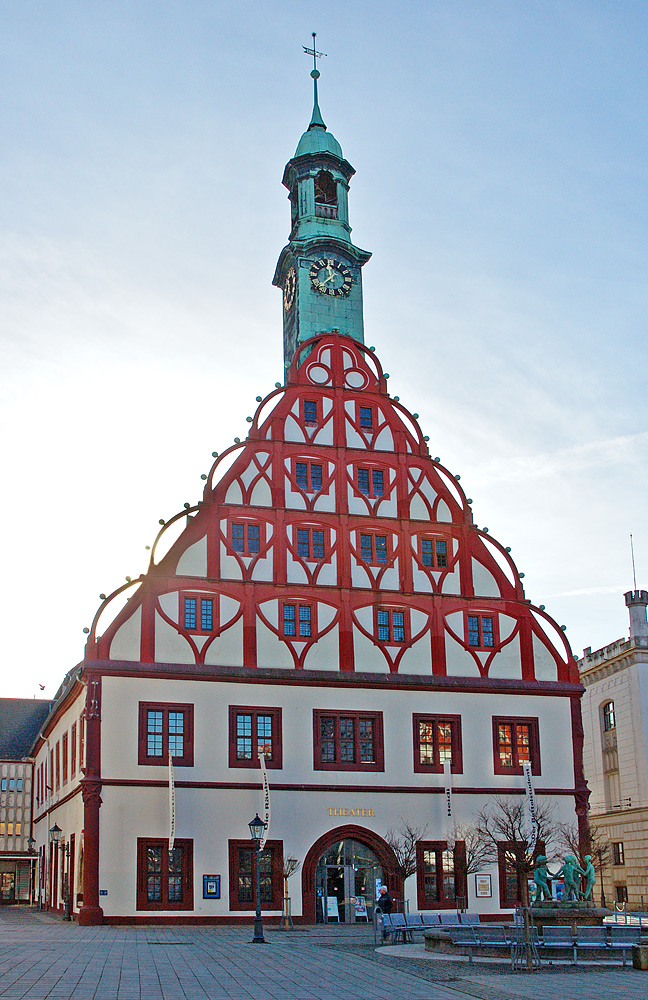
Gewandhaus in Zwickau

Unter Gewandhaus oder Tuchhalle versteht man seit dem Mittelalter ein hallenartiges Messe- oder Lagerhaus der Tuchmacherzunft. Die Bezeichnung „Gewandhaus“ leitet sich von der Handelsware der Wandschneider ab, die „gewendetes“, also gefaltet aufbewahrtes Tuch, einkauften, und es in Abschnitten verkauften.
Parallel kursiert auch die Bezeichnung Manghaus – die Mange oder Mangel ist die Glättmaschine der Färber.

## Liste von Gewandhäusern

### Deutschland
- Gewandhaus in Bautzen – erstes Kaufhaus der Oberlausitz
- Gewandhaus in Braunschweig – heute von der Braunschweiger IHK genutzt, im Keller befinden sich zwei Restaurants
- Gewandhaus in Diehsa – dient heute als Standesamt und Verwaltungsgebäude
- Gewandhaus in Dresden – seit 1967 als Hotel genutzt
- Gewandhaus in Düren – am 16. November 1944 zerstört
- Gewandhaus in Hürth – Secondhand-Modehaus für Bedürftige
- Gewandhaus zu Leipzig – seit dem späten 18. Jahrhundert Sitz des Gewandhausorchesters (und unter dem hergebrachten Namen Gewandhaus zweimal als reines Konzerthaus an einem jeweils neuen Standort wiedererrichtet)
- Gewandhaus in Löbau – z. Z. als Mehrzweckgebäude u. a. für Ausstellungen genutzt[1]
- Gewandhaus in Zeitz – Sitz der Gestapo während der Zeit des Nationalsozialismus
- Gewandhaus in Zwickau – seit 1832 als Stadttheater genutzt

### Polen
- Krakauer Tuchhallen
- Gewandhaus in Breslau

### Belgien
- Gewandhaus in Brügge
- Gewandhaus in Brüssel
- Gewandhaus in Gent
- Gewandhaus in Löwen
- Gewandhaus in Soignies
- Gewandhaus in Tournai
- Tuchhallen in Ypern

### Niederlande
- De Lakenhal in Leiden

## Galerie

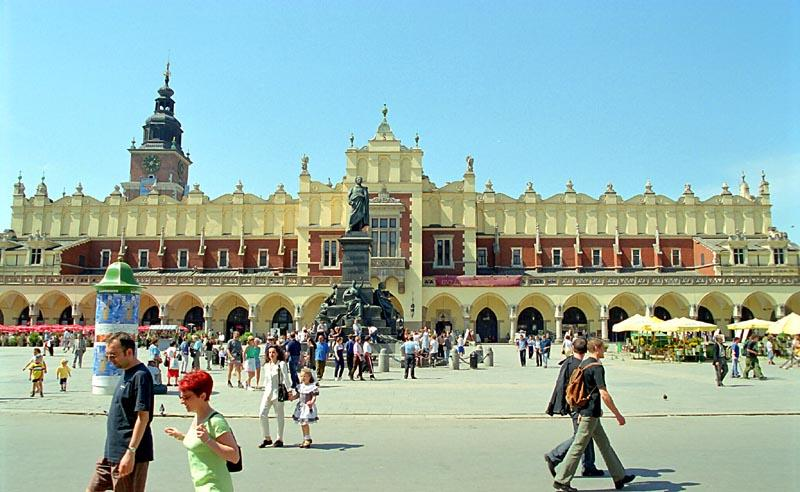
Gewandhaus in Krakau
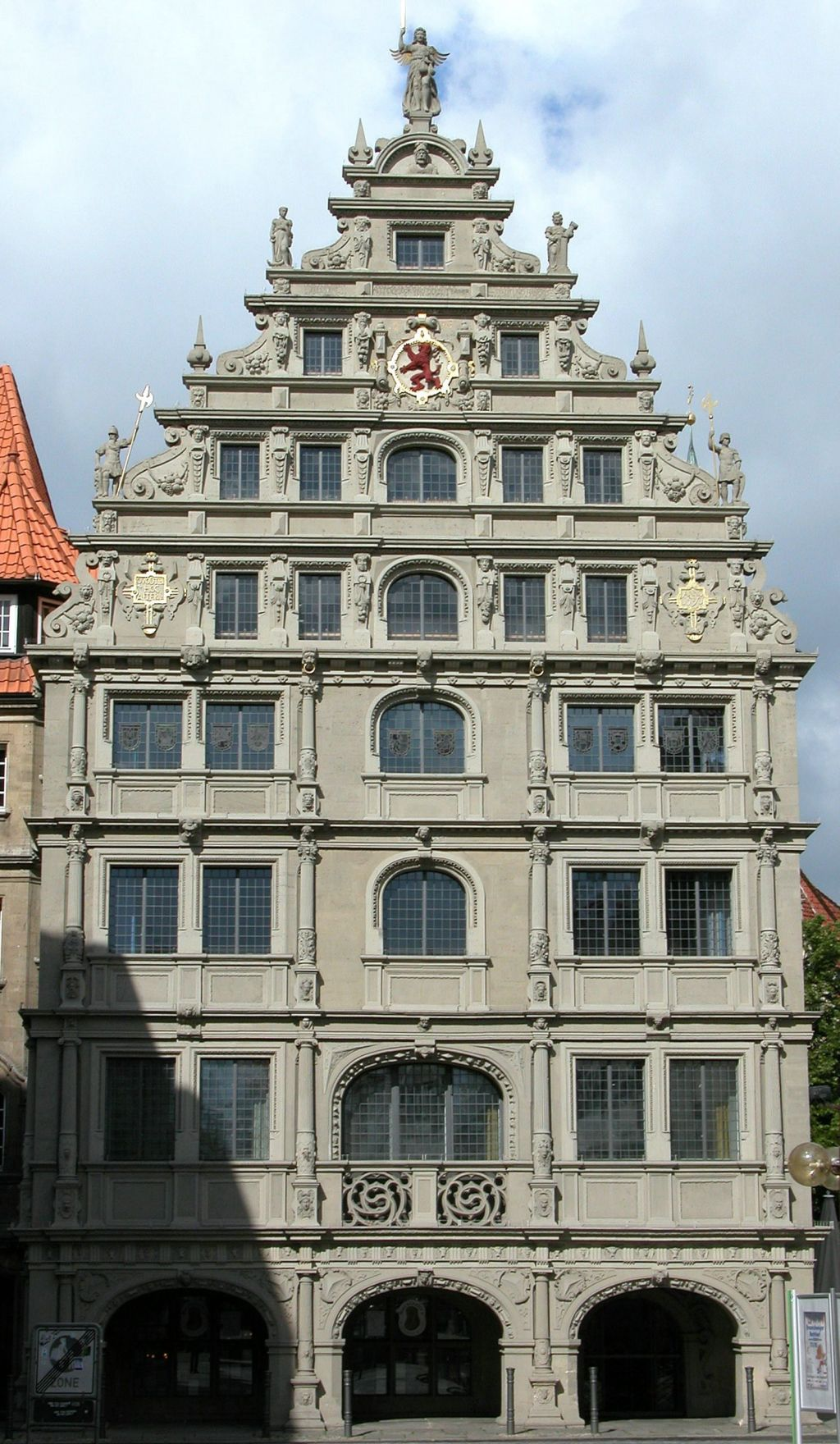
Gewandhaus in Braunschweig
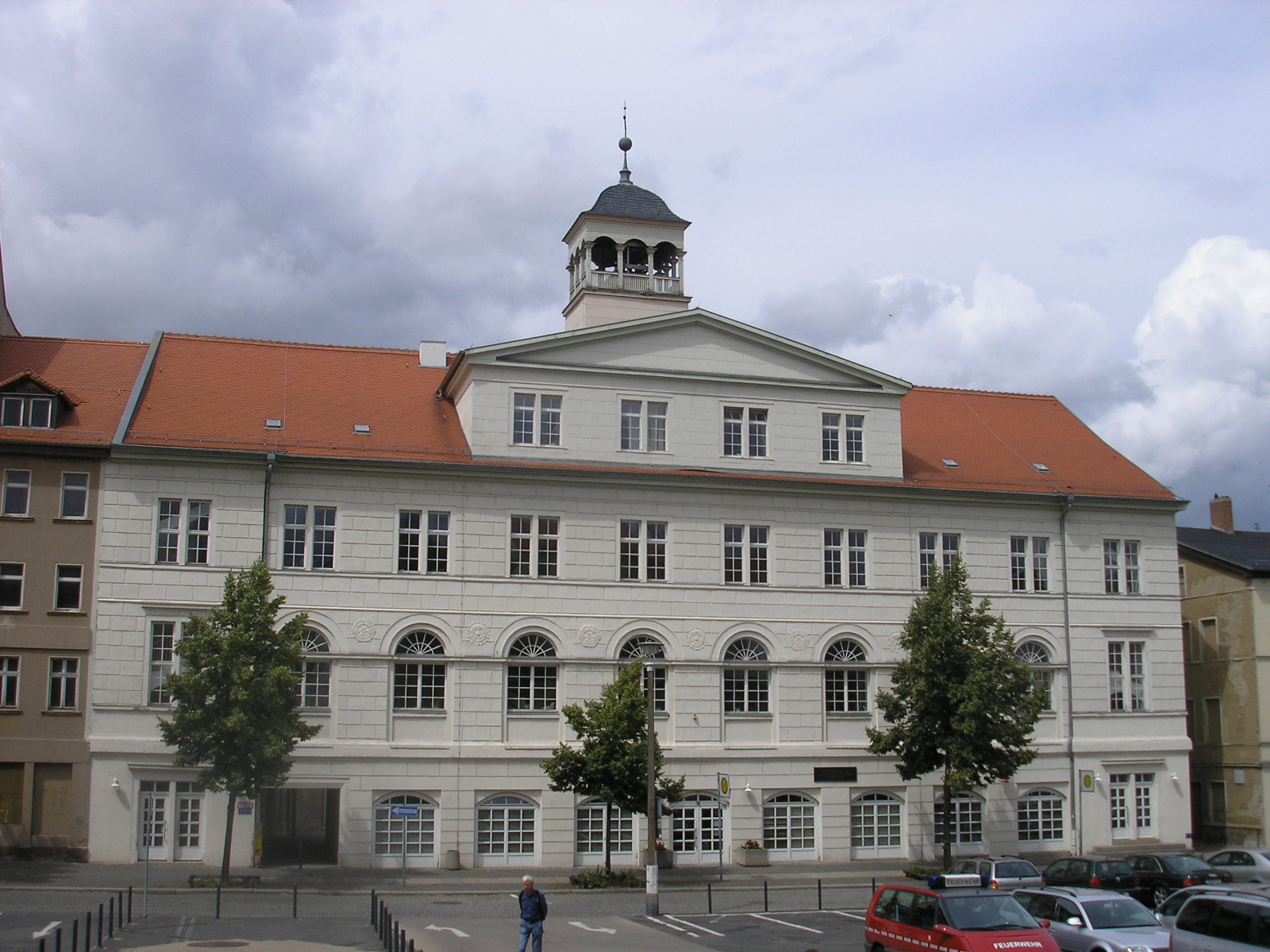
Gewandhaus in Zeitz
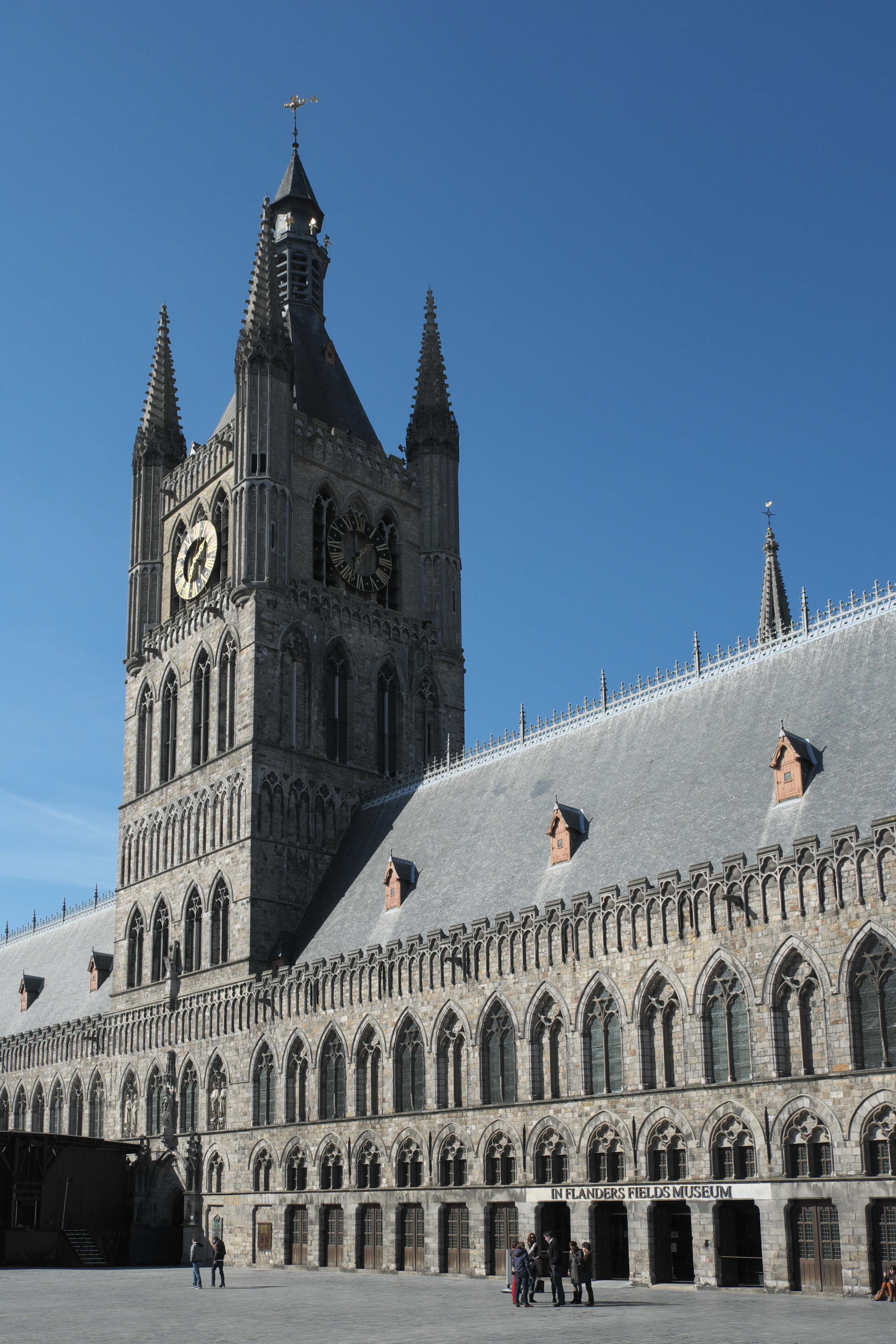
Tuchhallen in Ypern
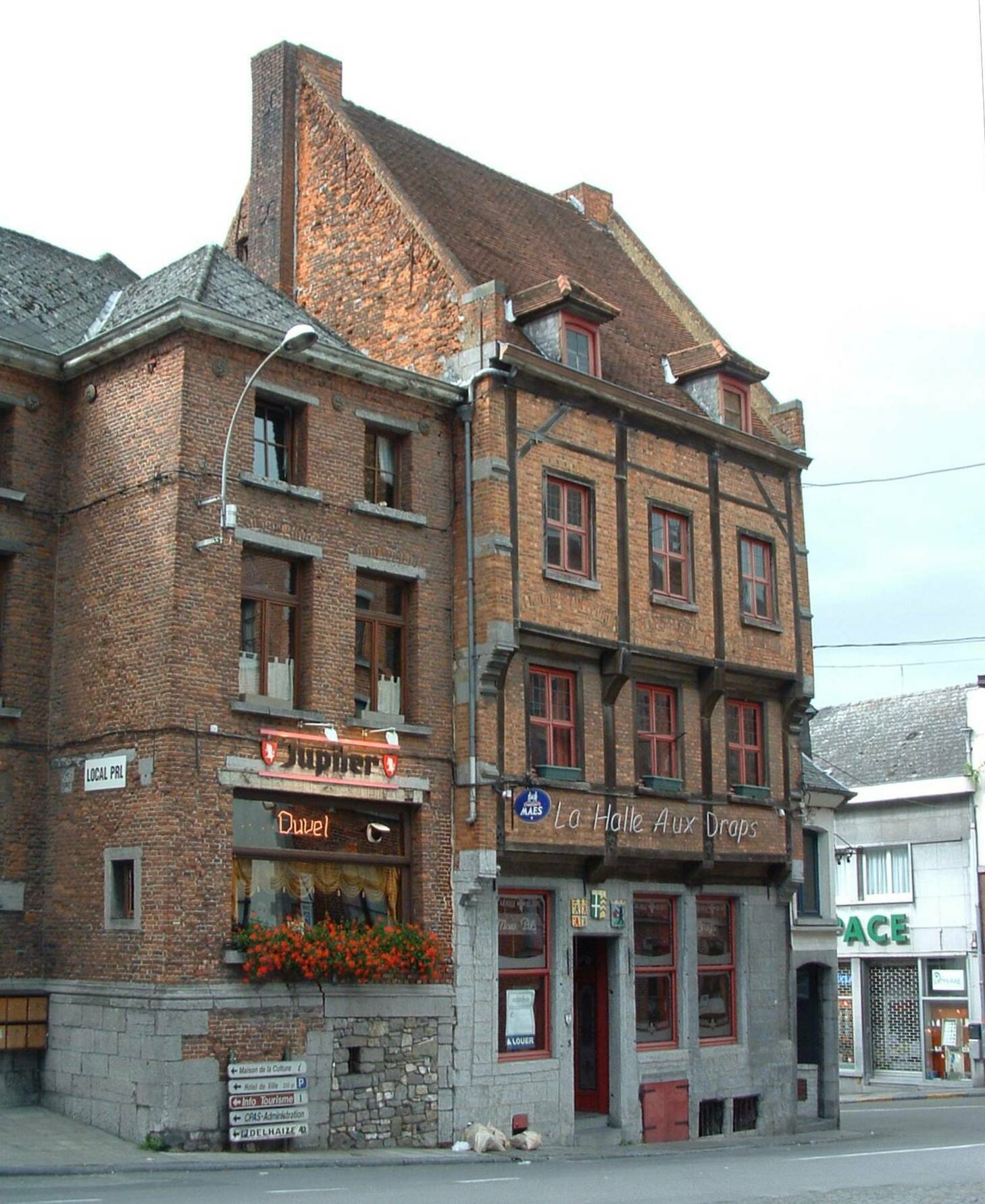
Gewandhaus in Soignies